# M. Linderman
Daniel Linderman est un personnage de fiction du feuilleton télévisé américain Heroes (NBC), interprété par Malcolm McDowell (VF : Jean-Pierre Leroux). Dans la première partie de la saison 1, son personnage n'était qu'évoqué : son visage était inconnu au téléspectateur. Il ne fut dévoilé qu'au 18e épisode de la première saison.

## Son histoire
Ex-soldat, devenu riche homme d'affaires et truand notoire à Las Vegas. Il est très souvent nommé mais n'apparaît que très tardivement dans la série (épisode 18). Il collectionne les œuvres d'art (notamment les peintures d'Isaac) dans un but obscur, et emploie Jessica notamment comme tueuse à gages. Son but est la sauvegarde de l'humanité, et il est prêt pour cela à laisser New York exploser. Il a besoin de Micah Sanders pour modifier les résultats des ordinateurs des élections et ainsi faire gagner Nathan Petrelli.
Il est l'un des 12 fondateurs de la compagnie.

### Son passé
Daniel Linderman est présent au camp pour spéciaux de Coyote Sands en 1961. Il se lie rapidement d'amitié avec Charles Deveaux et Robert Bishop, puis avec Angela Shaw. Ne faisant pas confiance au gouvernement à la suite des rêves de cette dernière, les quatre adolescents décident de s'enfuir. 
Il est soldat lors de la guerre du Vietnam, y rencontrant Arthur Petrelli. Leur équipe a pour mission de détruire d'importantes réserves de nourriture appartenant à l'ennemi, mais, après la mort de cette dernière, ils découvrent qu'une spéciale fait pousser la végétation et assure ainsi des provisions infinies. Arthur la tue, malgré l'intervention de Daniel, et découvre le pouvoir de ce dernier. Le révélant à ses supérieurs sans la confirmation de Linderman, il se fait renvoyer du régiment. 
Linderman revient le voir quelques années après et lui dit avoir beaucoup changé. Ils fondent avec l'aide d'Angela, de Charles et d'autres spéciaux la Compagnie en 1977. Linderman semble particulièrement impliqué par la suite dans le projet de la bombe et il prend le contrôle de l'organisation à une époque indéterminée. 
6 mois avant le début de la série, il assiste à l'anniversaire de mariage d'Angela et Arthur, et annonce à ce dernier que Nathan veut le faire tomber, mais Arthur lui répond qu'il faudra le tuer s'il persiste. Les deux hommes parlent ensuite de l'accident de voiture qui a failli couter la vie à l'ainé des Petrelli, mais sont interrompus par Angela. Arthur lui efface la mémoire sous les yeux de Daniel. Néanmoins, celui-ci lui révèle tout en la guérissant. 

### Volume 3: Les Traîtres
Linderman est de retour dans cette saison en tant qu'illusion, en réalité provoquées par Maury Parkman. L'ancien chef de la Compagnie apparait d'abord à Nathan en lui assurant qu'il est destiné à faire de grandes choses. Après la visite de Tracy Strauss, il assure que sa ressemblance avec Niki Sanders est un signe du destin et le pousse à accepter l'offre de la jeune femme. Plus tard, il joue aux échecs avec le politicien et lui avoue qu'il n'est pas réel, et que seul lui peut le voir. Tandis que Nathan reprend son poste de sénateur, les deux hommes continuent d'être en conflit. Lorsque Tracy annonce sa démission, Linderman convainc Nathan d'aller la voir, et ce dernier la sauve du suicide. 
Dans le même temps, il prend contact avec Daphnée Milbrook et lui demande de proposer à certains spéciaux de se joindre à l'organisation Pinehearst. Celle-ci accepte mais revoit le vieil homme en lui annonçant qu'elle regrette ce qu'elle a fait, puis découvre également qu'il n'est pas réel. Il la revoit une dernière fois lorsqu'il lui annonce sa nouvelle cible : Matt Parkman.

## Personnalité
À l'extérieur, Linderman apparaissait comme un homme d'affaires âgé, excentrique et génial. Derrière ce masque cependant Linderman est tout à fait impitoyable, sang froid et un expert en manipulation.

## Pouvoir
- Mr.Linderman a la capacité de soigner des êtres-vivants, à la fois des végétaux et des animaux. La bande dessinée disponible sur internet War Buddies nous apprend qu'il a ainsi pu guérir la maladie de sa mère. 
- Cependant, le pouvoir de M. Linderman a des limites: la personne à soigner doit être consciente, il ne peut ressusciter les morts.